# George Ivanovich Gurdjieff
Georgiǐ Ivanovič Gǐurdžiev (em armênio/arménio:  Գեորգի Իվանովիչ Գյուրջիև, em georgiano: გიორგი გურჯიევი; em grego: Γεώργιος Γεωργιάδης; em russo: Гео́ргий Ива́нович Гюрджи́ев; Império Russo, 1866 ou 1877 — Neuilly-sur-Seine, 29 de outubro de 1949), foi um místico e mestre espiritual Grego-Armênio. Ensinou a filosofia do autoconhecimento profundo, através da lembrança de si, transmitindo a seus alunos, primeiro em São Petersburgo, depois em Paris, o que aprendera em suas viagens pela Rússia, Afeganistão e outros países.
Figura enigmática, notabilizou-se por seus ensinamentos religiosos e psicológicos -  mais como um patriarca do que como um místico cristão. Trouxe para o Ocidente um modelo de conhecimento esotérico e deixou atrás de si uma metodologia específica para o desenvolvimento da consciência. Era considerado, por aqueles que o conheceram, como um incomparável "despertador" de homens. 
O ensinamento de Gurdjieff foi transmitido de forma clara para o Ocidente por seu discípulo, Peter Ouspensky, a quem o Mestre permitiu que fossem tomadas notas de suas conferências em Moscou, São Petersburgo e outras cidades da Rússia. O fruto deste trabalho resultou no livro "In Search of the Miraculous: Fragments of an Unknown Teaching" (em português, Em Busca do Milagroso: Fragmentos de um Ensinamento Desconhecido), que traça de forma didática as principais lições do mestre greco-armênio, então residente na Rússia. Mesmo separado posteriormente de seu instrutor, Peter Ouspensky jamais deixou de orientar-se pelas lições tomadas por seu mestre, particularmente em seu próprio círculo em Londres, onde desenvolvia o "Trabalho". 
Após sofrer em meados dos anos 30 um grave acidente automobilístico nos Estados Unidos, Gurdjieff dedicou-se a escrever seus livros, dando origem à trilogia composta por Relatos de Belzebu a seu Neto, Encontros com Homens Notáveis  e O Mundo só é Real quando Eu Sou.
O segundo livro foi adaptado para o cinema em 1979, por Peter Brook - assessorado por Jeanne de Salzmann - com o título Meetings with Remarkable Men (em português, Encontros com Homens Notáveis).

## O conhecimento de si
A princípio, pode-se dizer que Gurdjieff pretende investigar o que chama de "máquina humana" sob o ponto de vista da totalidade de seus cinco centros: o centro motor, o instintivo, o sexual, o emocional e o intelectual - harmonizando os diversos aspectos do ser.  Neste ponto, é fundamental desenvolver o "conhecimento de si", por meio da "observação de si", que ajuda o homem a conhecer a si mesmo. Para tanto, Gurdjieff não se limita à palavra escrita, mas operava em seu "Trabalho" com as danças sagradas e a música. As danças foram trazidas de suas viagens pelo Oriente, em particular de seu contato com os "dervixes" de Istambul e de outros países. As músicas foram mais tarde transformadas em composições,  com a ajuda de seu discípulo Thomas De Hartmann. O próprio Gurdjieff se autodenominava um "instrutor de dança".
O sistema de Gurdjieff parte do pressuposto de que os homens estão dormindo, são máquinas ambulantes que não sabem o que fazem. Isto porque o que geralmente achamos que é o "eu", na realidade trata-se de um conjunto de "eus" que povoam nossa mente. Por isso temos que controlá-los através dos "eus-de-trabalho" e assim evitar cair na imaginação que, segundo Gurdjieff, nos afasta da presença de si mesmo.
O homem "desperto", aquele que tem consciência de si, é muito raro. Muitas pessoas pensam que têm consciência, porém sequer imaginam o que isso realmente significa.
Sempre que indagado sobre a reencarnação, Gurdjieff desviava a conversa para outro foco. Um aforisma que sempre repetia era de que a "alma é um luxo". Em outras palavras, temos que conquistar níveis superiores do ser, através de uma profunda busca pelo autoconhecimento e de uma contínua procura pelo equilíbrio das energias positivas e negativas da própria natureza. O homem dotado de Consciência ou Vontade é muito raro.
Gurdjieff costumava lançar mão nestas ocasiões de uma alegoria oriental: a "Alegoria da Carruagem". Esta alegoria é uma metáfora proposta por Platão para explicar a natureza da alma humana. Nesta representação simbólica a carruagem é o corpo físico, os cavalos são os sentimentos, o cocheiro é a mente, e dentro da carruagem está o verdadeiro habitante, que é o EU Interior. No indivíduo comum estas partes estão dissociadas e muitas vezes o cocheiro não consegue empregar muito bem os arreios para conduzir os cavalos. Além disto, o passageiro dentro da carruagem não consegue dar ordens ao cocheiro da direção que deve ser tomada, e deste modo a carruagem segue parcialmente descontrolada para um rumo que ninguém previu, terminando sempre, é claro, na morte (do passageiro).
Outra representação usualmente utilizada por Gurdjieff era a dos diversos corpos do homem, que segue a tradição do oriente. Atingir a perfeita harmonia em cada nível constituía um processo de conquista: o corpo físico, o corpo causal, o corpo astral e o corpo mental. Além desses corpos, havia outros ainda mais sutis e aquele que atingisse a consciência do último corpo, seria infinito nos limites do universo, e uno com todas as coisas.
Todas as possibilidades do homem, para G. (como lhe chamavam seus discípulos), estavam inscritas em um símbolo trazido do Oriente: o eneagrama. O eneagrama também poderia ser expresso como oitavas da escala musical (dó, ré, mi, fá, sol, lá, si) e sua importância se traduz na ideia do "choque", um princípio universal. Nume tentativa simplificada de explicar este princípio, existe entre os tons da escala convencional os semitons, que aparecem entre os intervalos mi-fá e si-dó. Estes intervalos que devem ser preenchidos por "choques externos", caso contrário o ciclo não se complementará. No caso da máquina humana (dividida em três compartimentos: cabeça, parte intermediária  e membro)) estes choques externos eram dados pelos alimentos, ou seja: o ar (tórax), o alimento (abdómen) e as impressões (cabeça/mente). Destes choques o mais importante era as impressões, daí o axioma: "para se fazer ouro, é preciso ouro".
O pensamento de G. englobava, inicialmente, uma profunda Cosmogonia que parte do "Raio de Criação". O Raio de Criação é um modelo cosmológico que explica a origem do Universo e a relação do ser humano com ele, o ponto onde o ser humano se encontra no universo e as consequências dessa localização. Este diagrama descende desde o Absoluto, uma metáfora para uma inteligência organizadora, que é correlata à presença divina. A partir do Absoluto, o diagrama passa pelos diversos mundos até atingir o planeta Terra. À medida que avançasse, os mundos eram sujeitos a um maior número de leis e maiores eram as restrições à liberdade humana. Na Lua, que vem após a Terra, o número de leis seriam ainda maiores que em nosso planeta, que conta com 48 delas. Sujeitos que somos a tão grande número de leis, somos escravos, autômatos em nosso próprio "lar terrestre". No Absoluto, por outro lado, não há leis.